# Енглески сетер
Енглески сетер је псећа раса. Припада породици сетера, у коју спадају црвени Ирски сетери, Ирски црвени и бели сетери, као и црно-браон Гордон сетери. 

## Основно
- Мужјак
  - Висина-65-69 cm
  - Тежина-25-35 kg
- Женка
  - Висина-60-65 cm
  - Тежина-22-33 kg

## Спољашњост
Делује јако снажно и витко. Глава треба да је дуга, са наглашеним стопом, очи су боје лешника, сјајне, велике, благог израза. Носна печурка је пуна и широка, обично црна или црнкаста. Уши су висеће, мало наборане.
Реп је мало повијен, са ресама. Длака је права, никад коврџава, свиленкаста. На грудима, грлу и позади на ногама прави дуге ресе. Боја је црна и бела, жута и бела, наранџаста и бела, смеђа и бела и тробојна. Мрље могу да буду веће и мање, тачкице по телу могу да буду такође веће и мање.